# Quernheim
Quernheim er en kommune i Landkreis Diepholz i amtet ("Samtgemeinde") Altes Amt Lemförde, i den tyske delstat Niedersachsen. Den ligger i Naturpark Dümmer 4,5 km sydøst for søen Dümmer, mellem Osnabrück og Bremen.